# Pikovka
La Pikovka (in russo Пиковка?) o Bol'šaja Pikovka (Большая Пиковка), in lingua selcupa: Пи́гыл кы, Пӣгӭшынть, è un fiume della Russia siberiana occidentale, affluente di destra del Ket'. Scorre nel Kolpaševskij rajon dell'oblast' di Tomsk.
Il fiume scorre in un'area paludosa in direzione sud-occidentale; sfocia nel basso corso del Ket' a 102 km dalla foce. Il fiume ha una lunghezza di 201 km e il suo bacino è di 1 340 km². Il suo maggior affluente è la Malaja Pikovka (lunga 77 km), proveniente dalla sinistra idrografica.